# Siêu cúp Bóng đá Quốc gia 2017
Siêu cúp Bóng đá Quốc gia – Cúp THACO năm 2017 (tiếng Anh: THACO Super Cup 2017) là trận bóng đá diễn ra lần thứ 19 của Siêu cúp bóng đá Quốc gia. Trận đấu diễn ra vào ngày 24 tháng 2 năm 2018 giữa hai đội bóng Quảng Nam (Vô địch V.League 1 năm 2017) và Sông Lam Nghệ An (Vô địch Cúp Quốc gia 2017) trên sân Hàng Đẫy. Bàn thắng duy nhất của Thiago Papel đã giúp Quảng Nam đánh bại Sông Lam Nghệ An ở trận tranh Siêu cúp Quốc gia vào ngày 24 tháng 2 năm 2018, để lập kỳ tích trở thành đội đoạt Siêu cúp ngay trong lần đầu tiên tham dự.

## Trước trận

### Thống kê
Trong quá khứ, hai đội bóng đến từ miền Trung có 11 cuộc đối đầu ở các giải đấu chính thức, trong đó Sông Lam Nghệ An đang có lợi thế hơn so với đội bóng xứ Quảng khi có 6 chiến thắng và để thua 2 trận.
Cầu thủ Đinh Thanh Trung bên phía Quảng Nam là cầu thủ nổi bật nhất. Quả bóng vàng Việt Nam năm 2017 là nhân tố chính trong chức vô địch V.League 1 năm 2017 của Quảng Nam khi có được 10 bàn thắng và 9 pha kiến tạo trong 26 lần ra sân ở mùa giải đó. Ở phần sân đối diện, ngoại binh Michael Olaha chính là niềm hy vọng số 1 của đội bóng xứ Nghệ. Ở V.League 2017, cầu thủ người Nigeria ghi được 5 bàn thắng và 4 pha kiến tạo sau 25 lần ra sân cho Sông Lam Nghệ An.
Trong khi ở trận này, Quảng Nam mới góp mặt lần đầu tiên ở trận tranh Siêu cúp Quốc gia thì đây là lần thứ 6 Sông Lam Nghệ An tham dự. Với 5 lần trước đó, đội bóng xứ Nghệ đã có 4 lần chiến thắng (2000, 2001, 2002, 2011). Trận thua duy nhất của đội bóng xứ Nghệ là vào năm 2010 khi họ chịu thất thủ trước Hà Nội T&T ở loạt sút luân lưu.
Có ba cầu thủ từng tham dự Siêu cúp Quốc gia và tất cả đều là của Quảng Nam. Trong khi Ngô Đức Thắng tham dự vào năm 2016 trong màu áo Than Quảng Ninh thì hai cầu thủ Phan Thanh Hưng và Hà Minh Tuấn đều tham dự vào năm 2012 trong màu áo SHB Đà Nẵng.

### Phát biểu trước trận
| “                                            | Ba tháng sau khi đoạt chức vô địch V.League 2017, Quảng Nam có một số thay đổi về nhân sự. Dù vậy, chúng tôi vẫn giữ được phong độ. Để chuẩn bị cho trận Siêu cúp Quốc gia, toàn đội đã hội quân và bắt đầu tập luyện từ ngày mùng 3 Tết. Ở trận này, Quảng Nam thiếu một ngoại binh vì lý do cá nhân nhưng ban huấn luyện tin rằng đội sẽ thi đấu tốt, cống hiến một trận cầu đẹp cho khán giả | ” |
| — Huấn luyện viên Hoàng Văn Phúc (Quảng Nam) | |   |

| “                                                     | Chắc chắn Siêu cúp là mục tiêu hàng đầu của chúng tôi. Đây là trận mở màn mùa giải nên toàn đội đặt quyết tâm lớn để giành chức vô địch, hy vọng may mắn sẽ song hành trong năm 2018. | ” |
| — Huấn luyện viên Nguyễn Đức Thắng (Sông Lam Nghệ An) | |   |

## Điều lệ trận đấu
- Hai đội bóng thi đấu theo thể thức loại trực tiếp một trận. Nếu sau 90 phút thi đấu chính thức tỷ số hoà, sẽ thi đấu luân lưu 11m để xác định đội thắng.
- Mỗi đội chỉ được sử dụng 2 cầu thủ nước ngoài và 1 cầu thủ nhập tịch khi đăng ký thi đấu chính thức trên sân.

## Nhà tài trợ
- Đơn vị tổ chức trận đấu: VPF
- Đơn vị đăng cai trận đấu: Công ty Cổ phần Thể thao T&T
- Tài trợ vàng: THACO
- Tài trợ bạc: Saigon Beer
- Tài trợ đồng: Ngân hàng TMCP Đại Chúng Việt Nam (PVcomBank); Tập đoàn Tân Á Đại Thành
- Nhà tài trợ trang phục kiêm Đơn vị tổ chức trận đấu: Báo Tiền Phong.

## Giải thưởng
- Đội thắng: 300.000.000 VND
- Đội thua: 200.000.000 VND
- Cầu thủ ghi bàn thắng đầu tiên của trận đấu: 10.000.000 VND
- Cầu thủ xuất sắc nhất trận đấu: 10.000.000 VND.

## Chi tiết trận đấu
| Quảng Nam        | 1–0            | Sông Lam Nghệ An |
| ---------------- | -------------- | ---------------- |
| Thiago Papel 42' | Chi tiết Video |                  |

| Quảng Nam | Sông Lam Nghệ An |

| GK               | 25 | Phạm Văn Cường           |     |       |
| RB               | 22 | Trịnh Văn Hà             |     |       |
| CB               | 15 | Đào Văn Phong            | 38' |       |
| CB               | 5  | Thiago Papel             | 42' |       |
| LB               | 2  | Trần Văn Học             | 90' |       |
| CM               | 19 | Phan Thanh Hưng          |     |       |
| CM               | 17 | Ngô Quang Huy            |     | 90+2' |
| RW               | 7  | Đinh Thanh Trung (c)     |     |       |
| AM               | 99 | Nguyễn Trung Đại Dương   |     | 67'   |
| LW               | 14 | Ngô Đức Thắng            | 45' | 78'   |
| CF               | 79 | Wander Luiz Queiroz Dias |     |       |
| Dự bị:           |    |                          |     |       |
| GK               | 26 | Trần Đình Minh Hoàng     |     |       |
| DF               | 3  | Huỳnh Tấn Sinh           |     | 90+2' |
| DF               | 4  | Trần Văn Tâm             |     |       |
| DF               | 12 | Nguyễn Văn Hậu           |     |       |
| DF               | 21 | Trần Mạnh Toàn           |     |       |
| DF               | 39 | Nguyễn Ngọc Nguyên       |     |       |
| MF               | 28 | Nguyễn Anh Tuấn          |     | 78'   |
| MF               | 29 | Nguyễn Huy Hùng          |     |       |
| FW               | 9  | Hà Minh Tuấn             |     | 67'   |
| Huấn luyện viên: |    |                          |     |       |
| Hoàng Văn Phúc   |    |                          |     |       |

| GK               | 67 | Lê Văn Hùng        |     |     |
| RB               | 11 | Phạm Xuân Mạnh     |     |     |
| CB               | 5  | Hoàng Văn Khánh    |     |     |
| CB               | 4  | Quế Ngọc Hải (c)   |     |     |
| LB               | 33 | Phạm Mạnh Hùng     | 41' | 78' |
| RM               | 20 | Phan Văn Đức       |     |     |
| CM               | 8  | Hồ Sỹ Sâm          |     |     |
| CM               | 12 | Hồ Khắc Ngọc       |     |     |
| LM               | 59 | Lê Thế Cường       |     | 68' |
| CF               | 18 | Hồ Phúc Tịnh       |     | 62' |
| CF               | 7  | Michael Olaha      |     |     |
| Dự bị:           |    |                    |     |     |
| GK               | 68 | Trần Văn Tiến      |     |     |
| DF               | 2  | Võ Ngọc Đức        |     |     |
| DF               | 3  | Phạm Thế Nhật      |     |     |
| DF               | 22 | Nguyễn Sỹ Nam      |     | 78' |
| MF               | 26 | Lê Mạnh Dũng       |     |     |
| MF               | 27 | Ngô Xuân Toàn      |     |     |
| MF               | 28 | Nguyễn Phú Nguyên  |     | 68' |
| FW               | 10 | Hồ Tuấn Tài        |     | 62' |
| FW               | 31 | Nguyễn Viết Nguyên |     |     |
| Huấn luyện viên: |    |                    |     |     |
| Nguyễn Đức Thắng |    |                    |     |     |

| Cầu thủ xuất sắc nhất trận: Đinh Thanh Trung (Quảng Nam) Các trợ lý trọng tài: Phạm Mạnh Long (trọng tài biên) Nguyễn Trung Hậu (trọng tài biên) Trọng tài bấm giờ: Hoàng Anh Tuấn (Trọng tài bấm giờ) Đoàn Phú Tấn (Giám sát trọng tài) | Điều lệ trận đấu - 90 phút thi đấu chính thức. - Sút luân lưu nếu tỷ số hòa sau hai hiệp chính. - 9 cầu thủ dự bị, thay tối đa là 3 cầu thủ. - Mỗi đội được phép sử dụng hai cầu thủ ngoại binh và 1 cầu thủ gốc nước ngoài nhập tịch. |

### Thông số trận đấu
| Thống kê                   | Quảng Nam | Sông Lam Nghệ An |
| -------------------------- | --------- | ---------------- |
| Bàn thắng                  | 1         | 0                |
| Tỷ lệ kiểm soát bóng       | 40%       | 60%              |
| Số cú sút trúng đích       | 2         | 7                |
| Số cú sút không trúng đích | 3         | 5                |
| Phạt góc                   | 4         | 10               |
| Phạm lỗi                   | 16        | 17               |
| Việt vị                    | 0         | 0                |
| Thẻ vàng                   | 3         | 1                |
| Thẻ đỏ                     | 0         | 0                |
| Nguồn tham khảo:Soccerway  |           |                  |

| Siêu cúp bóng đá Việt Nam năm 2017 Nhà vô địch |
| ---------------------------------------------- |
| Quảng Nam FC Vô địch lần thứ nhất              |